# 下仁田町
下仁田町（日语：／ Shimonita machi */?）是群馬縣西南部的一町。